# Болегс (Оклахома)
Болегс (енгл. Bowlegs) град је у америчкој савезној држави Оклахома.

## Демографија
По попису из 2010. године број становника је 405, што је 34 (9,2%) становника више него 2000. године.
| Група             | 2000.       | 2010.       |
| Белци             | 298 (80,3%) | 305 (75,3%) |
| Афроамериканци    | 2 (0,5%)    | 8 (2,0%)    |
| Азијати           | 0 (0,0%)    | 0 (0,0%)    |
| Хиспаноамериканци | 5 (1,3%)    | 6 (1,5%)    |
| Укупно            | 371         | 405         |